# Ulrike Tikvah Kissmann

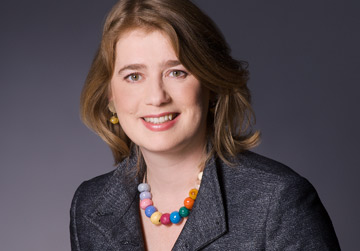
Ulrike Tikvah Kissmann

Ulrike T. Kissmann (* 19. November 1967 in Berlin) ist eine deutsche Soziologin.

## Leben
Ulrike T. Kissmann erlangte 1986 Abitur und Baccalauréat und begann eine Classe préparatoire an der Lycée La Bruyère in Versailles zur Aufnahme an der École normale supérieure de Sèvres-Ulm für die Fächer Philosophie und Altphilologie. Von 1987 bis 1993 absolvierte sie ein Doppelstudium in Physik und Philosophie an der Technischen Universität Berlin. Das Diplom in Physik schloss Kissmann bei Hans-Eckhardt Gumlich ab, Titel der Diplomarbeit war Messungen mittels gestörter Gamma-Winkel-Verteilung (PAD) und Laserspektroskopie an Mn-haltigen Chalkogeniden. Für das Diplom in Physik wurde ihr der Erwin-Stephan-Preis der Technischen Universität Berlin verliehen. Den Abschluss Magistra Artium in Philosophie erlangte sie bei Hans Poser mit einer Arbeit zum Thema Pierre Duhems ‚Théorie physique‘ in ihrer Bedeutung für die Wissenschaftstheorie. Von 1993 bis 1994 absolvierte sie ein Aufbaustudium in Wissenschafts- und Technikforschung an der University of Edinburgh, das sie mit dem Master of Science erfolgreich fertigstellte. Die Abschlussarbeit schrieb Kissmann bei Wendy Faulkner und Martin Kusch zu dem Thema The Social Production of Soft Condensed Matter Physics.
Von Januar 1995 bis Dezember 1999 war Kissmann wissenschaftliche Mitarbeiterin im Fachgebiet Techniksoziologie am Institut für Sozialwissenschaften der Technischen Universität Berlin. Die Promotion schloss sie im März 2001 am Fachbereich Sozialwesen der Universität Kassel bei Wolfram Fischer-Rosenthal erfolgreich ab (Zweitgutachter war Andreas Knie). Die Dissertationsschrift mit dem Titel Kernenergie und deutsche Biographien. Die Gegenwärtigkeit des Nationalsozialismus in biographischen Rekonstruktionen von Kerntechnik-Experten wurde beim Psychosozial-Verlag veröffentlicht. Danach arbeitete Kissmann von 2002 bis 2004 als wissenschaftliche Assistentin des Dekans der Fakultät III für Prozesswissenschaften an der Technischen Universität Berlin.
Von 2004 bis 2006 war sie Stipendiatin des Berliner Programms zur Förderung der Chancengleichheit für Frauen in Forschung und Lehre mit einem Forschungsprojekt zum Thema Klassifizierungen in der Mensch-Maschine-Interaktion: Anthropomorphisierung und Vergeschlechtlichung von Informationssystemen im Krankenhaus. Aus dieser Studie ist der Antrag für das eigenständig eingeworbene DFG-Projekt Zum Wandel von Arbeit durch computerisiertes Wissen im Operationssaal aus der Geschlechterperspektive entstanden, das Kissmann von 2006 bis 2011 geleitet hat. 2013 hat sie sich an der Philosophischen Fakultät III der Humboldt-Universität zu Berlin habilitiert und ihr ist die Venia Legendi in Soziologie verliehen worden. Klaus Eder und Hubert Knoblauch waren die Gutachter ihrer Habilitationsschrift mit dem Thema Die Sozialität des Visuellen. Fundierung der hermeneutischen Videoanalyse und materiale Untersuchungen. Die Schrift ist 2014 bei Velbrück Wissenschaft veröffentlicht worden. Vom Wintersemester 2012/13 bis einschließlich zum Wintersemester 2014/15 war Kissmann Vertretungsprofessorin für Prozessorientierte Soziologie an der  Katholischen Universität Eichstätt-Ingolstadt. Im März 2015 folgte sie dem Ruf auf die W3-Professur für Sozialwissenschaftliche Methodologie qualitativ-rekonstruktiver Forschung an der Universität Kassel.
In der Forschung verortet sich Kissmann in dem interpretativen Paradigma von Alfred Schütz und seiner Weiterentwicklung. Unter Bezug auf Maurice Merleau-Ponty hat sie weitere Formen von Intentionalität, wie diejenige der leiblichen Habitualität, für die Phänomenologie fruchtbar gemacht und ist damit über das klassische Interaktionsmodell von zwei menschlichen Akteuren sowie die Beschränkung auf ihre Bewusstseinsinhalte hinausgegangen. Kissmann hat auf dieser Grundlage eine Video-Interaktionsanalyse entwickelt, die dem besonderen Gehalt von visuell-leiblichen Verhaltensäußerungen in natürlichen Situationen Rechnung trägt. Mit ihren Arbeiten bringt sie den leibphänomenologischen Ansatz von Merleau-Ponty in die wissenssoziologische Hermeneutik ein und erweitert das klassische Handlungsmodell.

## Schriften (Auswahl)
- Kernenergie und deutsche Biographien: Die Gegenwärtigkeit des Nationalsozialismus in biographischen Rekonstruktionen von Kerntechnik-Experten. Gießen, Psychosozial, 2002, ISBN 3-89806-178-7.
- als Herausgeberin: Video Interaction Analysis: Methods and Methodology. Frankfurt/M. et al., Peter Lang, 2009, ISBN 978-3-631-57473-7.
- Die Sozialität des Visuellen: Fundierung der hermeneutischen Videoanalyse und materiale Untersuchungen. Weilerswist, Velbrück Wissenschaft, 2014, ISBN 978-3-942393-83-6.
- als Herausgeberin mit Joost van Loon: Discussing New Materialism: Methodological Implications for the Study of Materialities. Wiesbaden, Springer, 2019,  ISBN 978-3-658-22299-4.